# Jüdischer Friedhof (Wallau)

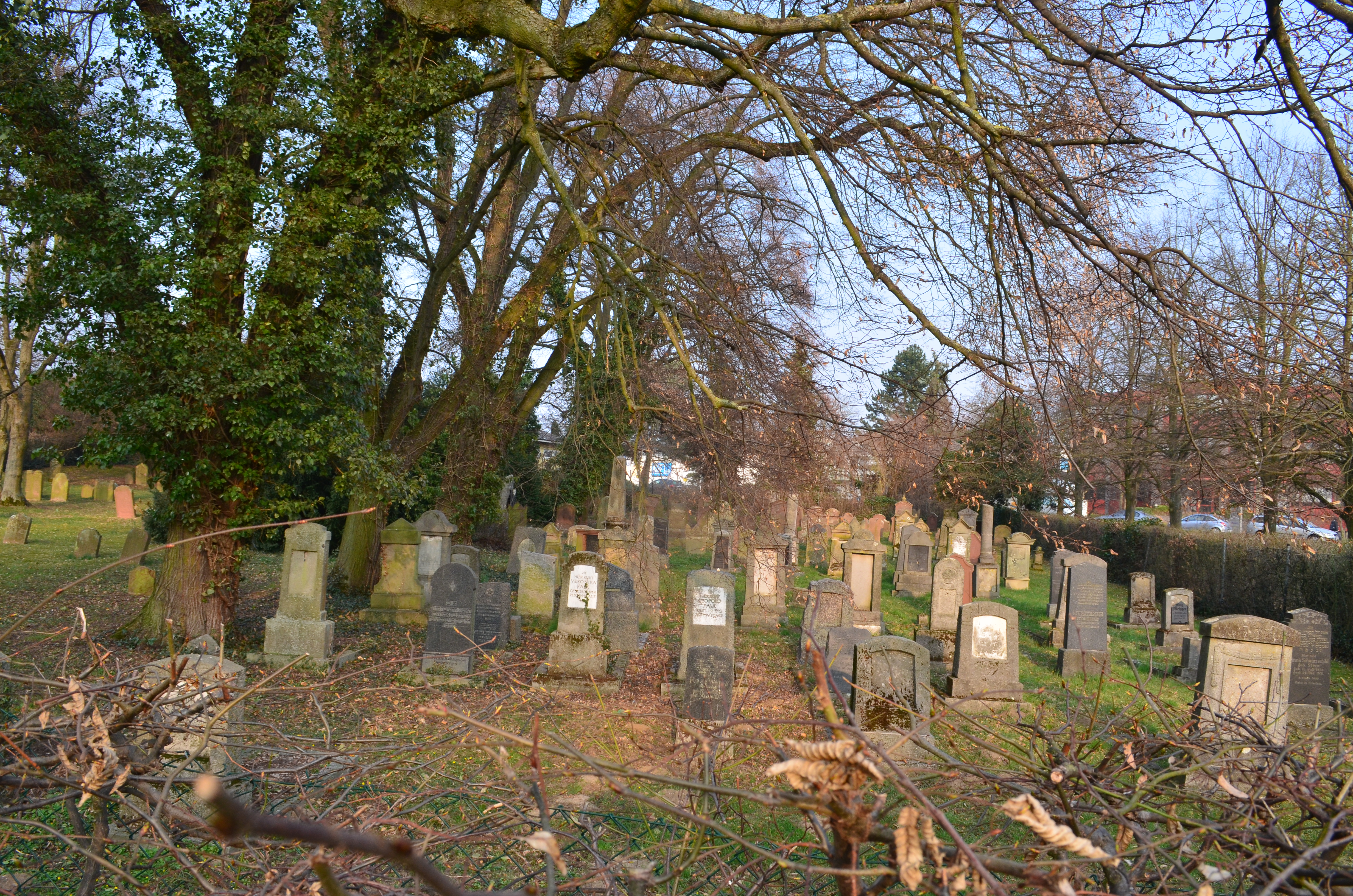
Wallau, Jüdischer Friedhof

Der Jüdische Friedhof Wallau in Wallau, einem Stadtteil von Hofheim am Taunus, besteht mindestens seit Ende des 18. Jahrhunderts und steht heute unter Denkmalschutz.

## Lage und Größe
Der jüdische Friedhof von Wallau liegt zwischen Langenhainer Straße (Landesstraße L 3368) und Hessenstraße, nahe der B3. Seine Größe beträgt 3142 m². 185 Gräber sind erhalten. Im älteren, östlichen Teil befinden sich eine Reihe alter, teilweise unleserlicher Grabsteine (Mazewot) des 17. und 18. Jahrhunderts. Der neuere, westliche Teil enthält einen Gedenkstein für die jüdischen Gefallenen im Ersten Weltkrieg und eine Tafel mit den Namen von 34 vermissten Kriegsteilnehmern.
Die gärtnerische Anlage erfolgte mit einer zweireihigen Lindenreihe von West nach Ost. Im Schnittpunkt befindet sich der von Eiben umstandene Platz mit dem Gedenkstein.

## Geschichte
1536 erfolgte die erste urkundliche Erwähnung von Juden in Wallau. Die Beerdigungen fanden zunächst auf dem jüdischen Friedhof in Niederhofheim statt. Spätestens Ende des 18. Jahrhunderts entstand der heutige Friedhof. Um 1842 wurde der Friedhof um den neuen, westlichen Bereich erweitert. Die letzte Bestattung erfolgte im Jahre 1940 (Sally Schönfeld).